# Elle et lui (film, 1963)
Pour les articles homonymes, voir Elle et lui.
Pour plus de détails, voir Fiche technique et Distribution.
Elle et lui (彼女と彼, Kanojo to kare) est un film japonais réalisé par Susumu Hani, sorti en 1963.

## Synopsis
Naoko Ishikawa est mariée, sans enfant. Elle vit dans une cité récente de la banlieue de Tokyo, à proximité de bidonvilles. Après le départ de son mari au travail, la femme se retrouve seule et s’efforce en vain de nouer des relations avec les habitants du quartier. Elle finit par lier contact avec Ikona, un chiffonnier, ancien camarade de classe de son mari. L'homme vit dans le bidonville proche avec son chien fidèle Huma, et une jeune fille aveugle. Naoko l'invite chez elle...

## Fiche technique
- Titre original : 彼女と彼 (Kanojo to kare?)[1]
- Titre français : Elle et lui
- Réalisation : Susumu Hani
- Scénario : Susumu Hani et Kunio Shimizu
- Musique : Tōru Takemitsu
- Photographie : Shigeichi Nagano
- Décors : Yasutarō Kon
- Montage : Noriaki Tsuchimoto
- Pays de production :  Japon
- Langue originale : japonais
- Format : noir et blanc - 1,37:1 - 35 mm - son mono
- Genre : drame
- Durée : 114 minutes[2] (métrage : huit bobines - 3 199 m[2])
- Dates de sortie :
  - Japon : 18 octobre 1963[2]
  - Allemagne de l'Ouest : juin 1964 (Berlinale)

## Distribution
- Sachiko Hidari : Naoko Ishikawa
- Eiji Okada : Eiichi Ishikawa
- Kikuji Yamashita : Ikona
- Akio Hasegawa (ja)
- Toshie Kimura (ja)
- Setsuko Horikoshi (ja)
- Kazuya Oguri (ja)
- Yukio Ninagawa : l'homme qui distribue des ballons

## Distinctions
Sauf indication contraire, les informations mentionnées dans cette section peuvent être confirmées par la base de données cinématographiques IMDb,  présente dans la section « Liens externes ».

### Récompenses
- 1964 : prix OCIC, prix du film pour la jeunesse pour Susumu Hani, Ours d'argent de la meilleure actrice pour Sachiko Hidari (conjointement pour La Femme insecte) à la Berlinade[3]
- 1964 : prix Mainichi de la meilleure actrice pour Sachiko Hidari (conjointement pour La Femme insecte)[4]
- 1964 : prix Kinema Junpō de la meilleure actrice pour Sachiko Hidari (conjointement pour La Femme insecte)[5],[6]
- 1964 : prix Blue Ribbon de la meilleure actrice pour Sachiko Hidari (conjointement pour La Femme insecte)[7]

### Sélection
- 1964 : en compétition pour l'Ours d'or du meilleur film à la Berlinade